# Westeraccum

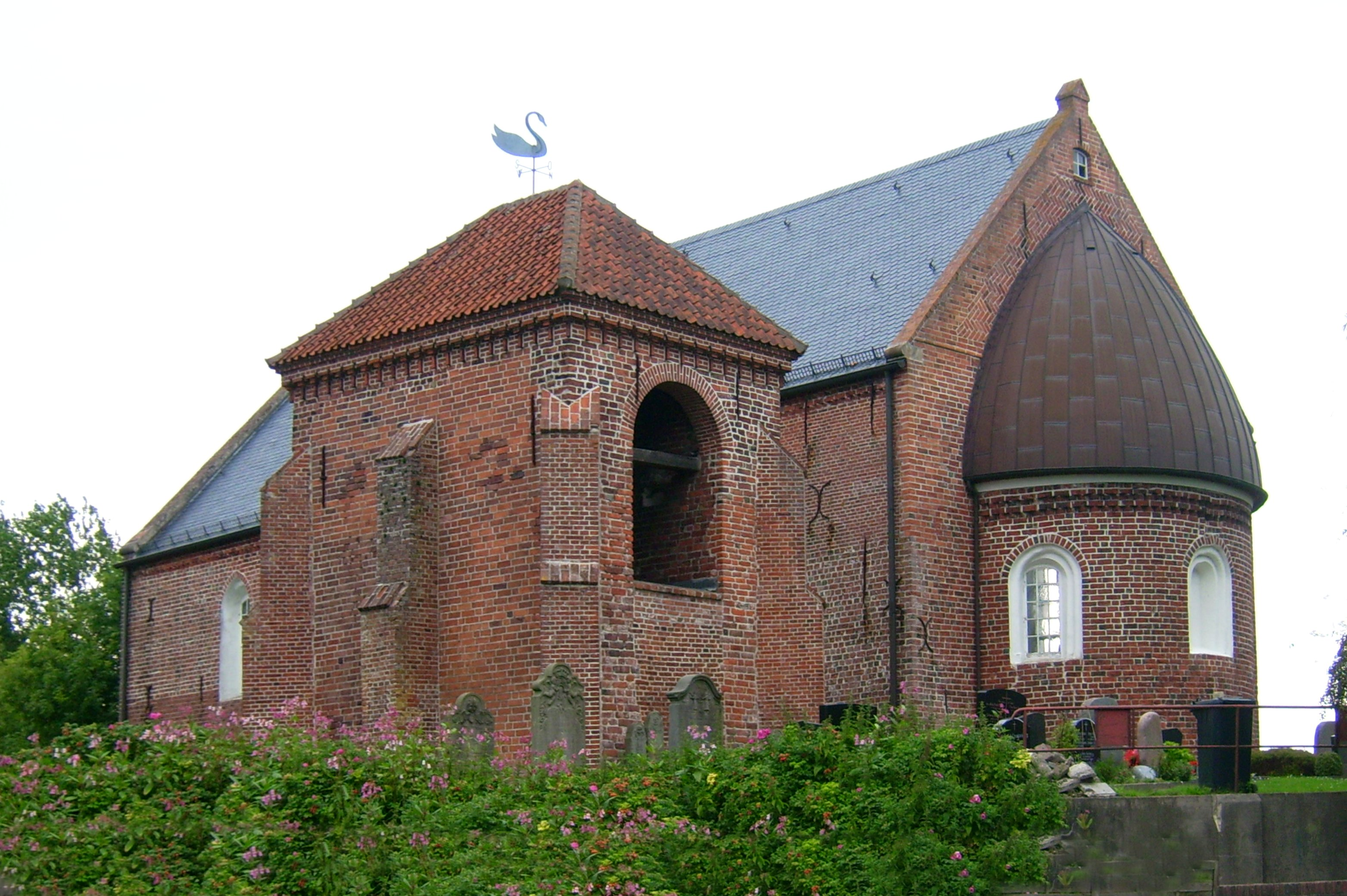
Fischerkirche St. Petri

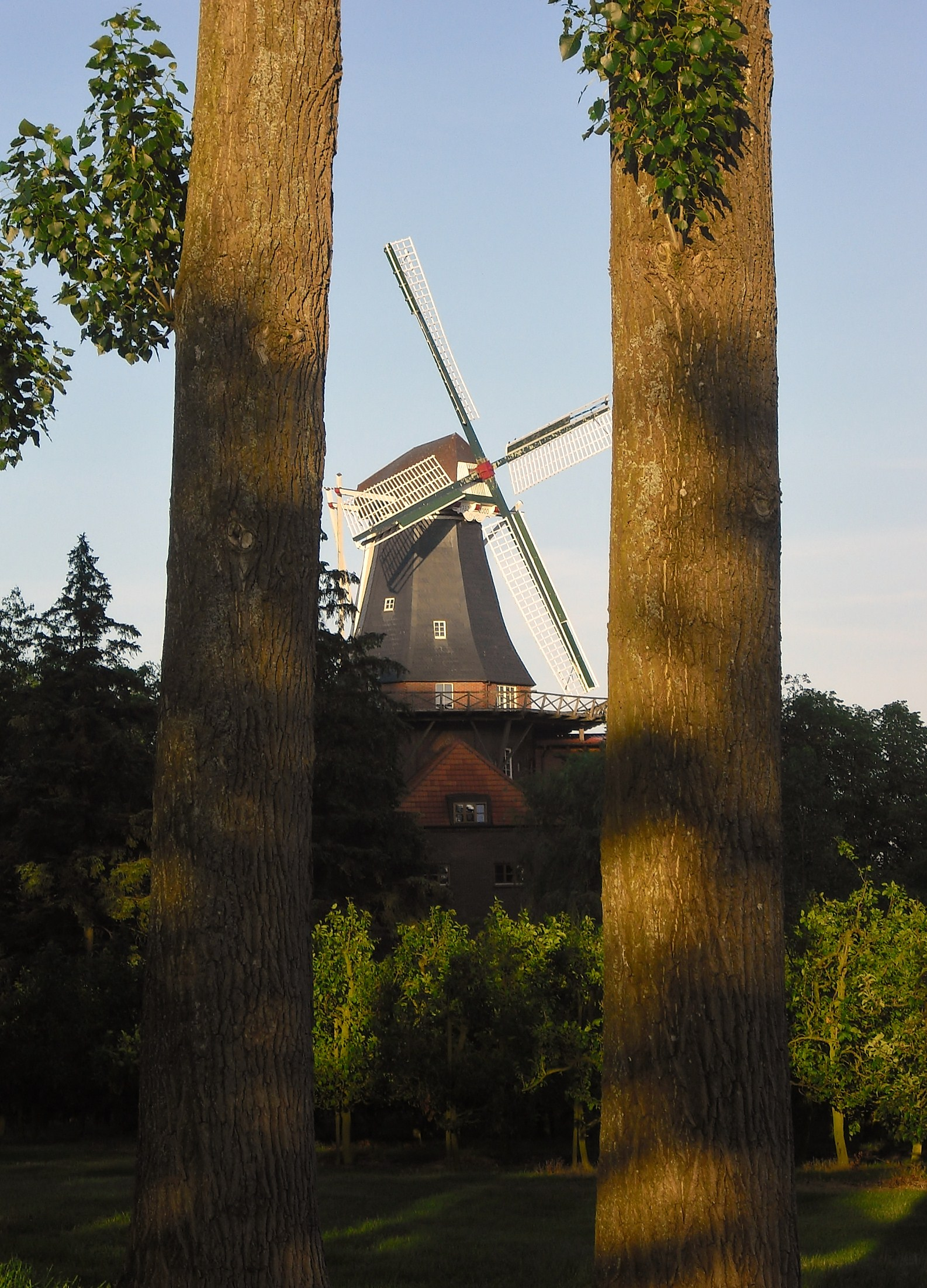
Westeraccumer Mühle

Westeraccum ist ein Ortsteil der Gemeinde Dornum in Ostfriesland. Im Jahr 2008 hatte der Ortsteil 405 Einwohner.

## Name und Geschichte
Westeraccum wurde erstmals im frühen 12. Jahrhundert als „Westrachem“ urkundlich erwähnt. Spätere Bezeichnungen waren „Westeragheim, Westerachem“ (um 1200) und „Wester Accum“ (1684). Der Ortsname ist eine Zusammensetzung des Rufnamens Acke mit dem Suffix -Sum, was „Heim“ bedeutet, und der Angabe der Himmelsrichtung. Westeraccum ist somit als westlich der Ehe (kleiner Fluss) gelegener Ort zu deuten. Die in Norddeutschland häufig vorkommende Form Wester- (statt West-) geht auf das altfriesische Adjektiv wester (westlich) zurück. Seit dem 17. Jahrhundert ist die heutige Schreibweise geläufig.
Am 1. Juli 1972 wurde Westeraccum, bis dahin im Landkreis Wittmund gelegen, in den Flecken Dornum eingegliedert.

## Geographische Lage
Gegründet wurde Westeraccum als Warfendorf auf einer Geestinsel, die von Kalkmarsch umgeben ist.

## Wappen
| | Blasonierung: „In Gold (Gelb) eine gemauerte schwarze Brücke über einem blauen Wellenschildfluss; im Schildhaupt vorne ein schwimmender blauer Schwan und hinten ein blauer Mühlstein.“ |
| Wappenbegründung: Das 2004 entworfene Wappen symbolisiert die Brücke über die Accumer Ee. Sie war als historische Grenze zwischen dem Harlingerland und dem Norderland mit einem Schlagbaum versehen. Der Schwan (Luther-Schwan) steht für die historische Fischerkirche St. Petri, der Mühlstein für die alte Accumer Windmühle. Die Farben Blau und Gold stehen für die frühere Zugehörigkeit zum Harlingerland. Schwarz und Gold stehen hingegen für die jetzige Zugehörigkeit zu Dornum und dem Norderland. | |